# روسولا أليفة الأحراج
روسولا أليفة الأحراج (الاسم العلمي: Russula silvicola) هي نوع من الفطريات تتبع جنس الروسولا من الفصيلة الروسولية.